# 駒場孝
駒場 孝（こまば たかし、1986年〈昭和61年〉2月5日 - ）は、日本のお笑いタレント。本名同じ。お笑いコンビ・ミルクボーイのボケ担当。相方は内海崇。大阪府大阪市出身。吉本興業大阪本部所属。NSC大阪校・一般27期扱い。

## 来歴
- 大阪府生まれで、親が転勤族のため3歳から13歳まで沖縄県那覇市、13歳から18歳まで横浜市に住んでいた[1]。父親は栃木県出身、母親は大阪出身[1]。
- 那覇市三原のナザレ幼稚園、那覇市立松川小学校、那覇市立真和志中学校、横浜市立平戸中学校、横浜市立戸塚高等学校、大阪芸術大学放送学科卒業[2]。高校時代は剣道部に所属し、主将を務める[3]。

## 人物
- 暇さえあればジムに通うほどの筋トレ好きで、大阪オープンボディビルコンテストでの優勝経験もある[4]。2019年のM-1グランプリ優勝時点ではトレーニングジムでアルバイトをしていた[5]。
- 目つきが悪いことから、睨んでいると勘違いされることがある。
- 特技はボディービルダーや長渕剛の物真似、口笛、指パッチン。
- 多田智佑（トット）、松尾充駿（ビーフケーキ）、藤本聖（ジュリエッタ）、池田周平（タナからイケダ）とルームシェアしていた。
- 2018年3月に一般人女性と結婚。本人曰く妻は「吹石一恵さんと子供の恐竜を足して2で割ったような人」であるとのこと[6]。夫婦仲は非常に良好で、M-1優勝後は自身の多忙により自宅で一緒にいる時間が少なくなったため、一泊する仕事の際は妻も一緒にホテルに泊まっているという。
- 2018年よりビーレジェンドプロテインのサポート契約を交わしている。好きな味は「キャラメル珈琲風味」。
- 2022年3月21日に放送されたABCラジオ『ミルクボーイの煩悩の塊』にて、第1子となる長男が誕生したことを発表した[7]。
- 結婚するまで住んでいた大国町の家は、ラジオディレクターの上ノ薗公秀が借り受けてラジオスタジオとして使われている[8]。

## 主な出演
コンビとしての出演はミルクボーイ#出演を参照。

### テレビ
過去のレギュラー番組
- やすとものどこいこ!?（テレビ大阪）

その他
- チュー'sDAYコミックス 侍チュート!
- IPPONグランプリ（2020年6月13日、2020年12月5日、フジテレビ）[9]
- 女芸人No.1決定戦 THE W 2021（2021年12月13日、日本テレビ） - 審査員として出演

### ウェブテレビ
- 家-1グランプリ2020～お笑い自宅芸No.1決定戦～（2020年5月3日、ABEMA）

## 賞レースでの戦績
コンビとしての戦績はミルクボーイ#賞レースでの戦績を参照。

### ボディビル
大阪府ボディビル連盟に所属し、戦歴は下記の通りである。
| 年     | 出場コンテスト                                       | 級種                            | 結果 | 備考 |
| ------ | ---------------------------------------------------- | ------------------------------- | ---- | ---- |
| 2016年 | JBBF 第29回 男子大阪クラス別ボディビル選手権         | 70kg以下級                      | 出場 |      |
| 2017年 | JBBF 第30回 男子大阪クラス別ボディビル選手権         | 70kg以下級                      | 5位  |      |
| 2018年 | JBBF 第31回 男子大阪クラス別ボディビル選手権大会     | 70kg以下級                      | 5位  |      |
| 2018年 | JBBF 第5回大阪市オープン・クラシックボディビル選手権 | クラシックボディビル175cm以下級 | 1位  |      |
| 2019年 | JBBF 第32回 男子大阪クラス別ボディビル選手権大会     | 70kg以下級                      | 7位  |      |